# Ne craignez pas les grosses bêtes
Pour plus de détails, voir Fiche technique et Distribution.
Ne craignez pas les grosses bêtes (titre original : Keine Angst vor großen Tieren) est un film allemand réalisé par Ulrich Erfurth sorti en 1953.
Il s'agit d'un remake du film français Le Dompteur, sorti en 1938, une adaptation du roman de Karl Noti.

## Synopsis
Le dessinateur technique Emil Keller est un concitoyen discret qui a un penchant pour la servilité. Malgré ses qualités existantes, il évolue dans l'ombre des personnes dominantes. Ce sont d'abord son supérieur, M. Bollmann, et ensuite le frère de la propriétaire de sa chambre meublée, M. Schimmel, un ancien champion de boxe. Ce dernier apprend en ouvrant secrètement une lettre d'un avocat pour Emil qu'un héritage l'attend. Pour en obtenir une partie, il essaie maintenant de mettre sa nièce Emma avec Emil pour qu’elle l'épouse. Mais Emil aime Anni, la secrétaire de son patron.
Cependant, le legs se compose de trois lions adultes, qui profitent de la première rencontre avec Emil Keller pour s’évader. Après que Schimmel veuille célébrer le mariage imminent d'Emil et Emma avec ses quatre frères tout aussi impressionnants, ce bon visage est une mauvaise comédie. Quand Anni veut aller le chercher en même temps que le dîner convenu et apprend le mariage présumé, elle veut maintenant accepter les avances précédemment rejetées de Bollmann. Emil perd son courage et cherche la piste de cirque. Là, il prend une corde qui pend au plafond qu'il met autour de son cou, ce qui ouvre une porte aux lions qui se déplacent dans la piste. Emil n'a plus peur et les animaux obéissent à sa volonté. Keller est très étonné de cela, heureusement ému et obtient un nouveau courage. Maintenant, il n'a plus peur des animaux bipèdes et commence par se faire respecter de Schimmel, puis de Bollmann, qu'il a surpris lors du dîner avec Anni. Anni, satisfait de la force masculine d'Emil, est à nouveau sienne.

## Fiche technique
- Titre : Ne craignez pas les grosses bêtes
- Titre original : Keine Angst vor großen Tieren
- Réalisation : Ulrich Erfurth assisté de Hermann Leitner
- Scénario : Louis Agotay, Just Scheu, Ernst Nebhut
- Musique : Michael Jary
- Direction artistique : Albrecht Becker, Herbert Kirchhoff
- Costumes : Erna Sander
- Photographie : Albert Benitz
- Son : Robert Fehrmann, Werner Pohl
- Montage : Hermann Leitner
- Production : Walter Koppel (de), Gyula Trebitsch (de)
- Sociétés de production : Real-Film (de)
- Société de distribution : Real-Film
- Pays d'origine :  Allemagne de l'Ouest
- Langue : allemand
- Format : Noir et blanc - 1,37:1 - Mono - 35 mm
- Genre : Comédie
- Durée : 85 minutes
- Dates de sortie :
  -  Allemagne de l'Ouest : 31 juillet 1953.
  -  France : 9 juillet 1954[1].
  -  Danemark : 21 février 1955.
  -  Suède : 4 avril 1955.
  -  Finlande : 11 novembre 1955.

## Distribution
- Heinz Rühmann : Emil Keller
- Ingeborg Körner : Anni
- Gustav Knuth : Schimmel
- Werner Fuetterer : Bollmann
- Gisela Trowe : Emma
- Maria Paudler : Mme Müller
- Jakob Tiedtke : Le directeur de cirque
- Hubert von Meyerinck : Le cavalier de cirque
- Wolfgang Neuss : Le magicien
- Ruth Stephan : sa partenaire
- Max Schmeling : Le spectateur
- Jonny Steinhoff : Le gardien des animaux
- Klaus Kammer (de) : Le palefrenier
- Erich Ponto : Le commissaire
- Josef Sieber : Le policier
- Willy Maertens : L'avocat Immelmann
- Josef Dahmen : Le garçon fort
- Albert Florath : Ziegler
- Margarete Slezak (de) : Mme Richter
- Bruno Fritz (de) : M. Richter
- Max Walter Sieg (de) : Le majordome
- Ursula Herking : La femme dans le tramway
- Joseph Offenbach : Le premier homme dans le tramway
- Carl Voscherau (de) : Le deuxième homme dans le tramway
- Beppo Brem (de) : Le ramoneur
- Carl Napp (de) : L'homme à la valise
- Horst Breitenfeld (de) : Hans

## Crédit d'auteurs
- (de) Cet article est partiellement ou en totalité issu de l’article de Wikipédia en allemand intitulé « Keine Angst vor großen Tieren » (voir la liste des auteurs).